# 脱脱哈
脱脱哈（？—1320年），元朝大臣，又作脱忒哈、秃秃合、秃忒哈、秃土哈，蒙古阿儿剌氏，广平王玉昔帖木儿第三子。
元仁宗延祐六年（1319年），袭广平王爵，由御史中丞进升御史大夫。延祐七年（1320年）正月，仁宗去世，脱脱哈奉皇太后答己旨，与中书右丞相铁木迭儿、徽政使失列门审理御史中丞杨朵儿只、中书平章政事蕭拜住，以违太后旨罪将他们诬杀。五月，脱脱哈与中书平章政事黑驴等谋废立，事泄，被捕处死，籍没其家，收广平王印。